# Czekanka
Czekanka – wieś w Polsce położona w województwie śląskim, w powiecie będzińskim, w gminie Siewierz. W latach 1975–1998 miejscowość administracyjnie należała do województwa katowickiego. Przez Czekankę przepływają: rzeczka Smuta oraz Czarna Przemsza. Charakter rolniczo-działkowy. 
Czekanka jest miejscowością bardzo małą, to też nie posiada żadnych budynków użyteczności publicznej. Na trasie przejazdu głównej drogi znajduje się sklep wraz z barem. W miejscowości znajduje się także ośrodek wypoczynkowy dla księży.